# Xabi Alonso
Xabier Alonso Olano (Tolosa, 25 de novembro de 1981) é um treinador e ex-futebolista espanhol que atuava como volante. Atualmente comanda o Real Madrid.
Durante a temporada 2023–24, sob seu comando no Bayer Leverkusen, Xabi Alonso estabeleceu um recorde histórico ao alcançar 51 jogos consecutivos sem derrota, tornando-se o técnico com a maior sequência invicta da história do futebol europeu.

## Infância e juventude
É filho do ex-jogador e ex-treinador Miguel Ángel Alonso, que representou a Seleção Espanhola na Copa do Mundo de 1982. Os dois irmãos de Xabi também se dedicam ao futebol: Mikel também foi futebolista, e o mais novo, Jon, é árbitro.

## Carreira como jogador

### Real Sociedad e Eibar
De origem basca, foi revelado pela Real Sociedad, sendo emprestado ao Eibar antes mesmo de estrear pelo clube de San Sebastián. Permaneceu por apenas uma temporada no Eibar, onde disputou 14 partidas e não marcou gols.
Após o retorno do empréstimo, atuou durante três temporadas como titular no meio-campo da Real Sociedad, sendo uma das grandes revelações da La Liga na temporada 2002–03, em que seu time por pouco não reconquistou o campeonato; ficaram na segunda colocação, apenas dois pontos atrás do campeão Real Madrid.

### Liverpool
Em agosto de 2004 foi contratado pelo Liverpool, então comandado pelo treinador espanhol Rafa Benítez.
Com rápida adaptação e boas atuações pelos Reds na Premier League, foi eleito pelos torcedores do clube inglês como a melhor contratação do ano, seguido do seu conterrâneo Luis García. Além de companheiros de clube, Alonso e García também eram frequentemente convocados para a Seleção Espanhola, assim como o goleiro Pepe Reina.
No clube inglês, o volante destacou-se ao formar uma grande dupla no meio-campo com o capitão Steven Gerrard. Jogador essencial para a equipe, Alonso foi uma das importantes peças do clube inglês na conquista da Liga dos Campeões da UEFA. A emocionante final contra o Milan, conhecida como "Milagre de Istambul", terminou com um empate por 3–3 no tempo normal, mas o Liverpool contou com o brilho do goleiro Jerzy Dudek para ser campeão após a vitória na disputa por pênaltis.
Foi também graças às suas atuações pelo Liverpool que Xabi Alonso conseguiu se manter durante muito tempo nas convocações da Seleção Espanhola, sendo titular ou reserva imediato de Marcos Senna.
No decorrer do ano de 2005, esteve na conquista da Supercopa da UEFA e no vice do Mundial de Clubes da FIFA, em que o Liverpool perdeu a final para o São Paulo por 1–0.
Na temporada seguinte, 2005–06, Alonso sagrou-se campeão da Copa da Inglaterra, sendo um dos destaques dos Reds durante a campanha do título. Ainda em 2006, fez parte do time que também conquistou a Supercopa da Inglaterra.
Renovou seu contrato com o Liverpool em junho de 2007, assinando um novo vínculo por mais cinco anos.

### Real Madrid

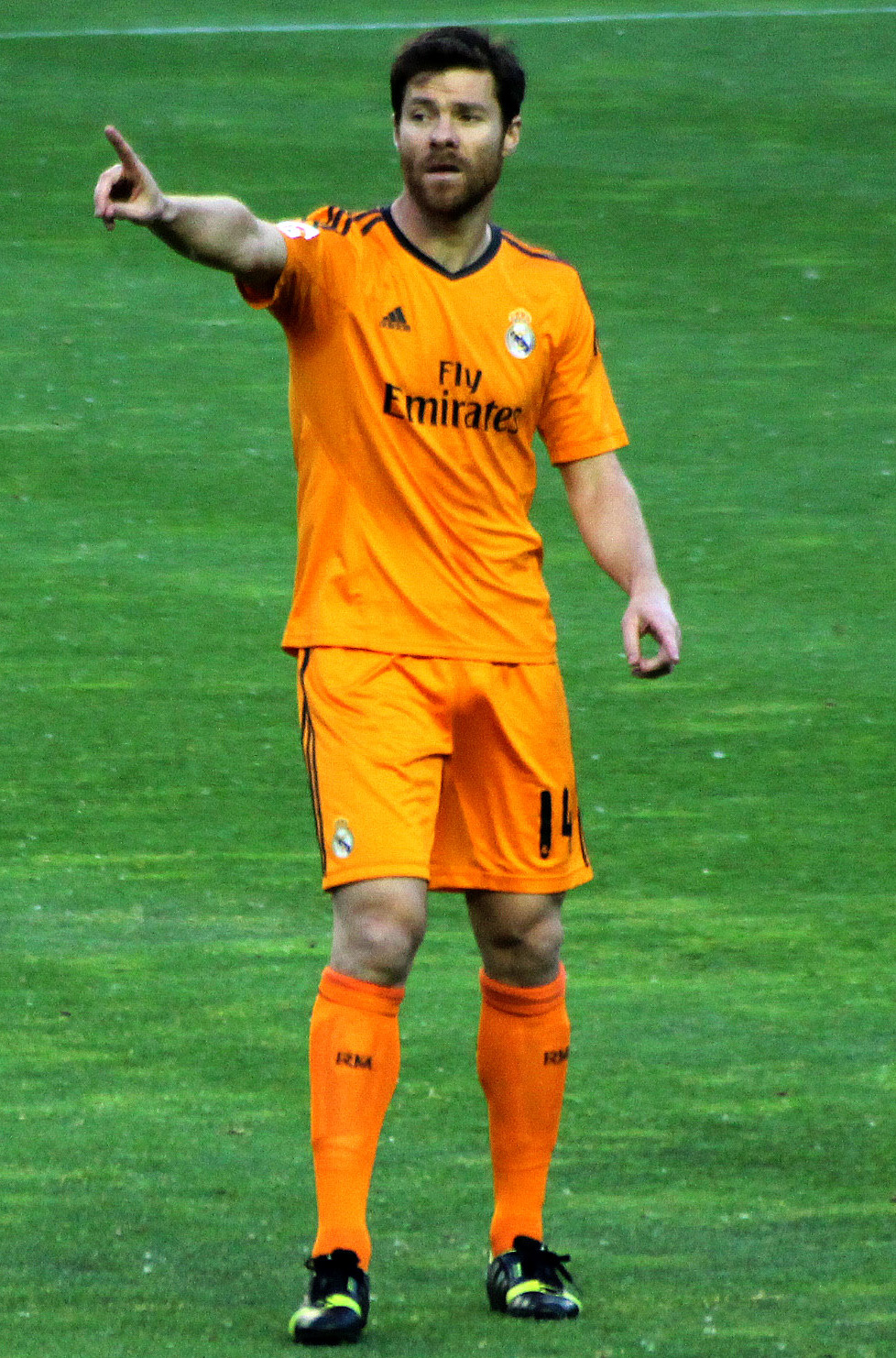
Xabi Alonso atuando pelo Real Madrid em 2014

Após uma longa negociação, Xabi Alonso acabou sendo contratado pelo Real Madrid no dia 4 de agosto de 2009, com valores não divulgados. Ao lado de Cristiano Ronaldo e Kaká, foi mais uma das contratações milionárias do presidente Florentino Pérez (que acabava de retornar ao comando) para a temporada 2009–10. Titular absoluto com os treinadores Manuel Pellegrini, José Mourinho e Carlo Ancelotti, o volante foi peça importante para a equipe merengue. Alonso permaneceu no clube por cinco temporadas, por onde atuou em mais de 200 partidas e participou das conquistas de vários títulos, como a La Liga na temporada 2011–12, a Liga dos Campeões da UEFA na temporada 2013–14 e também as Copas do Rei de 2010–11 e 2013–14.

### Bayern Munique
No dia 28 de agosto de 2014, depois de uma negociação razoavelmente rápida, o volante de 32 anos foi anunciado pelo Bayern de Munique, que havia negociado o também volante Toni Kroos com o Real Madrid, o que facilitou a negociação. O contrato foi de dois anos e os valores da transferência não foram divulgados.
Em dezembro de 2015, ampliou seu vínculo com o clube alemão até 2017.

### Aposentadoria
No dia 9 de março de 2017, Xabi Alonso anunciou que iria se aposentar. Aos 35 anos, o espanhol afirmou que decidiu encerrar a carreira nesse momento para se despedir no mais alto nível.
"Não foi uma decisão difícil, mas eu acredito que é a hora certa. Eu ainda me sinto bem, mas eu acredito que é o momento certo. Eu queria terminar minha carreira ainda no mais alto nível, e o Bayern é o mais alto nível. Estou incrivelmente orgulhoso e feliz de jogar pelo Bayern e ser parte desta família."

## Seleção Nacional
Xabi Alonso estreou pela Seleção Espanhola principal no dia 30 de abril de 2003, num amistoso contra o Equador, realizado em Madrid, em que a Fúria goleou por 4–0.
Participou das fases finais da Euro 2004 e da Copa do Mundo de 2006, em que marcou o primeiro gol da Espanha na competição. Convocado por Luis Aragonés, o volante teve boa atuação na estreia espanhola no dia 14 de junho de 2006, abrindo o placar na goleada por 4–0 contra a Ucrânia.
Após o Mundial realizado na Alemanha, o jogador disputou as Eliminatórias da Euro 2008, sendo reserva de Marcos Senna na maioria das partidas. No dia 29 de junho de 2008, Alonso foi, junto a sua equipe, campeão da Eurocopa. Na ausência de Iker Casillas e Carles Puyol, poupados por opção técnica, o volante foi o capitão da Roja no dia 18 de junho, no terceiro jogo da fase de grupos. Na ocasião, os espanhóis venceram a Grécia por 2–1, e Alonso foi eleito o melhor jogador da partida.

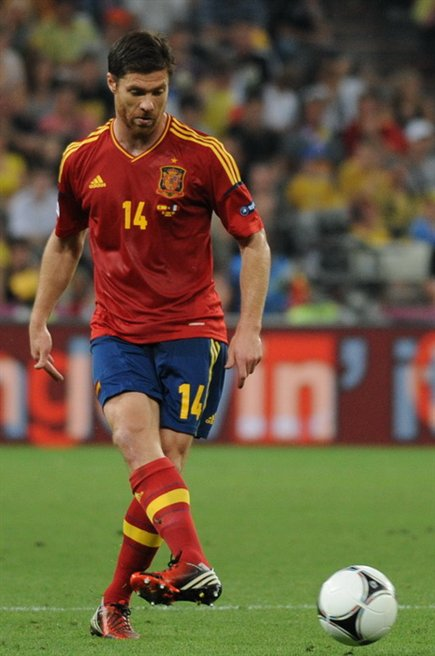
Alonso com a Seleção Espanhola durante a Euro 2012

Também esteve presente na Copa das Confederações de 2009, onde foi o autor do gol que deu o terceiro lugar a sua Seleção contra a África do Sul, partida que terminou com o placar de 3–2. A grande expectativa da maioria dos torcedores para esse torneio era uma final entre Espanha e Brasil, o que não aconteceu, já que a Espanha foi eliminada nas semifinais, sendo derrotada por 2–0 pelos Estados Unidos, que foram derrotados exatamente pelos brasileiros na final.
Ajudou sua Seleção a obter 100% de aproveitamento nas eliminatórias europeias para a Copa do Mundo de 2010. A Espanha foi a dona da melhor campanha nestas eliminatórias, terminando com a espetacular marca de dez vitórias em dez jogos, pelo grupo 5, com 28 gols marcados e apenas cinco sofridos. Convocado por Vicente del Bosque, Xabi Alonso foi titular no torneio realizado na África do Sul e formou um meio-campo de qualidade ao lado de nomes como Sergio Busquets, Xavi e Andrés Iniesta. Sagrou-se campeão mundial no dia 11 de julho, após a vitória por 1–0 contra a Holanda na final.
Dois anos mais tarde, disputando a Euro 2012 (a terceira de sua carreira), Xabi Alonso demonstrou ter uma grande importância dentro do elenco espanhol ao marcar os dois únicos gols da vitória sobre a França, nas quartas de final.
Disputou a Copa do Mundo de 2014 realizada no Brasil. Após a competição, que terminou para a Espanha com a eliminação na fase de grupos, o volante anunciou sua aposentadoria da Seleção no dia 27 de agosto. No total, Alonso atuou em 114 partidas e marcou 16 gols pela Fúria.
"Deixei a Seleção Espanhola. A coisa mais difícil é saber quando dizer adeus, e depois de pensar sobre isso, acho que o meu período com a equipe nacional chegou ao fim."— Xabi Alonso

## Carreira como treinador

### Primeiros anos
Pouco depois de se aposentar, assumiu a equipe Sub-14 do Real Madrid e logo em seguida foi anunciado pela Real Sociedad B. Alonso assumiu a equipe na Segunda División B (terceira divisão espanhola), conseguiu o acesso na temporada 2020–21, mas viu o clube ser rebaixado na Segunda Divisão 2021–22.

### Bayer Leverkusen
Xabi Alonso foi anunciado como novo técnico do Bayer Leverkusen em 5 de outubro de 2022, assumindo o comando da equipe que se encontrava na zona de rebaixamento da Bundesliga. Logo em sua estreia, no dia 8 de outubro, ele realizou mudanças no time, implementou um novo estilo de jogo e viu seus comandados aplicarem uma goleada por 4–0 sobre o Schalke 04, com dois gols de Moussa Diaby. Ao final da temporada, Xabi Alonso acumulou 17 vitórias, 10 empates e 10 derrotas em 37 partidas, levando o Leverkusen a terminar a Bundesliga na 6º posição.
Com o desempenho positivo na temporada anterior, Xabi Alonso ganhou carta branca da diretoria para continuar o aprimoramento de seu método de trabalho. A partir disso, reforços importantes chegaram em 2023, como Álex Grimaldo, Granit Xhaka e Victor Boniface, que se tornaram peças fundamentais em um time que alcançaria grandes conquistas. Disputando a Bundesliga, a Copa da Alemanha e Liga Europa da UEFA, o Leverkusen alcançou o topo em todas essas competições, conquistando, de forma inédita, o Campeonato Alemão em abril de 2024, quebrando a hegemonia de 11 títulos consecutivos do Bayern de Munique.
Sob o comando de Alonso, o time também alcançou um feito histórico: uma sequência invicta de 49 jogos, a maior da história do futebol europeu, superando o recorde anterior do Benfica dos anos 1960, que tinha como estrela o atacante Eusébio. A equipe voltou a celebrar um título em maio, ao vencer o Kaiserslautern por 1–0 na final da Copa da Alemanha. Essa conquista marcou o segundo troféu do torneio nacional na história do Leverkusen, sendo o primeiro alcançado na temporada 1992–93.
No final da temporada 2024–25, após solidificar sua trajetória no clube, o Bayer Leverkusen anunciou que Xabi Alonso deixaria o clube. O treinador foi amplamente reconhecido não só pelos títulos conquistados, mas também pelo impacto transformador que teve na filosofia de jogo do time. A despedida de Alonso foi marcada por homenagens de jogadores, torcida e da própria diretoria, que destacaram seu compromisso e visão estratégica.

### Real Madrid
Em 25 de maio de 2025, o Real Madrid anunciou oficialmente a contratação de Xabi Alonso como novo treinador, que chegou para substituir Carlo Ancelotti no comando da equipe principal. Após conquistar a Bundesliga e a Copa da Alemanha com o Bayer Leverkusen, o espanhol retornou ao clube onde atuou como jogador entre 2009 e 2014, agora com a missão de continuar o legado vencedor e levar a equipe a novos triunfos.

## Estatísticas como jogador

### Seleção Espanhola
| Ano   |       |      |
| Ano   | Jogos | Gols |
| ----- | ----- | ---- |
| 2003  | 5     | 0    |
| 2004  | 11    | 0    |
| 2005  | 6     | 0    |
| 2006  | 11    | 1    |
| 2007  | 6     | 0    |
| 2008  | 14    | 2    |
| 2009  | 12    | 4    |
| 2010  | 16    | 2    |
| 2011  | 11    | 3    |
| 2012  | 9     | 3    |
| 2013  | 8     | 0    |
| 2014  | 5     | 1    |
| Total | 114   | 16   |

| #   | Data                   | Local                      | Adversário     | Placar | Resultado | Competição                          |
| --- | ---------------------- | -------------------------- | -------------- | ------ | --------- | ----------------------------------- |
| 1.  | 14 de junho de 2006    | Leipzig, Alemanha          | Ucrânia        | 1–0    | 4–0       | Copa do Mundo FIFA de 2006          |
| 2.  | 20 de agosto de 2008   | Copenhague, Dinamarca      | Dinamarca      | 0–1    | 0–3       | Amistoso                            |
| 3.  | 20 de agosto de 2008   | Copenhague, Dinamarca      | Dinamarca      | 0–3    | 0–3       | Amistoso                            |
| 4.  | 1 de abril de 2009     | Istambul, Turquia          | Turquia        | 1–1    | 1–2       | Elim. Copa do Mundo de 2010         |
| 5.  | 8 de junho de 2009     | Rustenburgo, África do Sul | África do Sul  | 2–3    | 2–3       | Copa das Confederações FIFA de 2009 |
| 6.  | 14 de novembro de 2009 | Madrid, Espanha            | Argentina      | 1–0    | 2–1       | Amistoso                            |
| 7.  | 14 de novembro de 2009 | Madrid, Espanha            | Argentina      | 2–1    | 2–1       | Amistoso                            |
| 8.  | 29 de maio de 2010     | Innsbruck, Áustria         | Arábia Saudita | 2–1    | 3–2       | Amistoso                            |
| 9.  | 8 de junho de 2010     | Murcia, Espanha            | Polónia        | 3–0    | 6–0       | Amistoso                            |
| 10. | 7 de junho de 2011     | Puerto La Cruz, Venezuela  | Venezuela      | 3–0    | 3–0       | Amistoso                            |
| 11. | 10 de agosto de 2011   | Bari, Itália               | Itália         | 1–1    | 2–1       | Amistoso                            |
| 12. | 7 de outubro de 2011   | Praga, Rep. Tcheca         | Tchéquia       | 0–2    | 0–2       | Elim. Euro 2012                     |
| 13. | 30 de maio de 2012     | Berna, Suíça               | Coreia do Sul  | 2–1    | 4–1       | Amistoso                            |
| 14. | 23 de junho de 2012    | Donetsk, Ucrânia           | França         | 1–0    | 2–0       | Euro 2012                           |
| 15. | 23 de junho de 2012    | Donetsk, Ucrânia           | França         | 2–0    | 2–0       | Euro 2012                           |
| 16. | 13 de junho de 2014    | Salvador, Brasil           | Países Baixos  | 1–0    | 1–5       | Copa do Mundo FIFA de 2014          |

## Estatísticas como treinador
Atualizadas até 25 de maio de 2025
| Clube            | Período   | Jogos | Vitórias | Empates | Derrotas | Aproveitamento |
| ---------------- | --------- | ----- | -------- | ------- | -------- | -------------- |
| Real Sociedad B  | 2019–2022 | 98    | 40       | 23      | 35       | 48.64%         |
| Bayer Leverkusen | 2022–2025 | 124   | 83       | 27      | 14       | 77.82%         |
| Real Madrid      | 2025–     | 0     | 0        | 0       | 0        | 00.00%         |

## Títulos como jogador
Liverpool
- Liga dos Campeões da UEFA: 2004–05
- Supercopa da UEFA: 2005
- Copa da Inglaterra: 2005–06
- Supercopa da Inglaterra: 2006

Real Madrid
- Copa do Rei: 2010–11 e 2013–14
- La Liga: 2011–12
- Supercopa da Espanha: 2012
- Liga dos Campeões da UEFA: 2013–14

Bayern de Munique
- Bundesliga: 2014–15, 2015–16 e 2016–17
- Copa da Alemanha: 2015–16
- Supercopa da Alemanha: 2016

Seleção Espanhola
- Eurocopa: 2008 e 2012
- Copa do Mundo FIFA: 2010

### Prêmios individuais
- Don Balón: 2002–03
- FIFA World XI: 2011 e 2012
- Melhor meio-campista da La Liga: 2011–12[31]
- Equipe da Eurocopa: 2012
- Time do Ano da UEFA: 2012
- Seleção da Liga dos Campeões da UEFA: 2013–14[32]
- Seleção da Bundesliga: 2014–15[33]

## Títulos como treinador
Bayer Leverkusen
- Bundesliga: 2023–24
- Copa da Alemanha: 2023–24
- Supercopa da Alemanha: 2024

### Prêmios individuais
- Globe Soccer Awards – Melhor Treinador do Mundo: 2024[34]
- Melhor Treinador da Bundesliga: 2023–24[35]